# Lovorika Banovic
Lovorika Banovic (født 1967 i Sarajevo) er en dansk designer, uddannet fra Den Danske Designskole (nu Det Kongelige Danske Kunstakademi – Arkitektur, Design, Konservering) i 1996. Hun bor og arbejder i København.
Banovic er medlem af Danmarks sammenslutning af designere og designtænkeere, Design denmark, og Snedkernes Efterårsudstilling, som er under protektion af HKH Kronprins Frederik. Hun har vundet adskillige designpriser, heriblandt Red Dot, LICC, European Design Award, SIT Furniture Design Award, Good Design Award, IF og German Design Award. Hun er blandt de 125 udvalgte designere i bogen Danmarks Designskole 1875-2000: 125 years - 125 designers, der blev udgivet i anledning af institutionens 125 års jubilæum i år 2000.

## Designvirke
Banovics arbejde er karakteriseret ved et bredt spektrum af undersøgelser indenfor forskellige designkategorier, fra eksperimentelle objekter og møbler til belysning og brugsgenstande til hjemmet. Typisk bygger hendes design bro mellem det klassiske og det utraditionelle med elementer af overraskelse og humor.
Hun har samarbejdet med forskellige designbrands, herunder Menu, Kvist, PP Møbler, Flying Tiger Copenhagen, Erik Jørgensen Møbelfabrik, dePadova og MA/U Studio. Hendes værker har været udstillet på ASI Art Museum Reykjavik, London Design Festival, [Maison du Danemark], Designmuseum Danmark, The Chicago Athenaeum, Trapholt – Museum for Moderne Kunst og Design, Ordrupgaard, SaloneSatellite Milano, Red Dot Design Museum Essen, Tokyo Design Center, med flere.
Banovic har lavet udstillingsdesign og -arkitektur til flere museumsudstillinger, blandt andet til Forbindelser - danske kunstnere fra det tidligere Jugoslavien på Statens Museum for Kunst i 2022 og 2023.